# Woreda

Etiopiens administrativa indelning. De mörkaste linjerna avgränsar regioner, de ljusare zoner och de vita woredas.

Woreda (även stavat wereda) är en administrativ enhet i Etiopien. Woredas består av ett större antal så kallade kebele, eller grannskapsföreningar, vilka är den minsta administrativa enheten i Etiopien. De flesta woredas tillhör någon zon (kilil). Några woredas är dock fristående från dessa zoner.